# Aktenge Keunimjayeva
Aktenge Kazi qizi Keunimjayeva (ur. 19 września 1999) – uzbecka zapaśniczka walcząca w stylu wolnym. Olimpijka z Paryża 2024, gdzie zajęła trzynaste miejsce w kategorii do 50 kg. Zajęła czternaste miejsce na mistrzostwach świata w 2022 roku.
Brązowa medalistka igrzysk azjatyckich w 2022, a także mistrzostw Azji w 2019, 2020 i 2023. Wicemistrzyni igrzysk solidarności islamskiej w 2021. 
Mistrzyni Azji U-23 w 2022. Druga na MŚ juniorów w 2018. Trzecia na mistrzostwach Azji juniorów w 2017 i kadetów w 2015 roku.